# Doom Eternal
Doom Eternal (stylizován jako DOOM Eternal) je FPS videohra vyvinutá společností id Software a vydaná Bethesda Softworks. Jedná se o pokračování hry Doom (2016) a pátý hlavní díl v sérii Doom.
Datadisky The Ancient Gods – Part One a The Ancient Gods – Part Two byly vydány k základní hře v říjnu roku 2020 a v březnu 2021.

## Příběh

### Hlavní kampaň
Po událostech na Marsu, Země byla zavalena invazí démonů, 60% obyvatelstva planety bylo vyhlazeno a Země byla pod kontrolou zkažené organizace Union Aerospace Corporation (zkráceně UAC). Přeživší opustili Zemi nebo se spojili s ARC (Armored Response Coalition), hnutím odporu, které se zformovalo se záměrem zastavit invazi, ale které bylo kvůli těžkým ztrátám donuceno stáhnout se. Doom Slayer, který byl zrazen a teleportován pryč doktorem Samuelem Haydenem, se ve své obrovské létající pevnosti kontrolované umělou inteligencí zvanou VEGA vrací, aby zabil tzv. Hell Priests (v překladu Pekelné kněží) Deagy Niloxe, Ranaka a Grava. Kněží slouží andělské entitě známé jako Khan Maykr, která chce obětovat i zbytek lidstva pro záchranu vlastní rasy Maykrů.
Slayer se teleportuje do zničeného pozemského města a zabije Deag Niloxe, načež Khan Maykr sebe a zbylé dva kněží přemístí na neznámá místa, aby je nepotkal stejný osud. Po získání nebeského lokátoru ze světa obývaného Sentinely (což je vznešený rytířský řád prvních lidí původem ze světa Argent DʼNur, který uctívá Maykry jako své božstvo), z Exultie, Slayer putuje do pekla, aby získal zdroj energie a magickou zbraň od padlého Sentinela známého jako Betrayer (Zrádce), který před lety zradil řád pro záchranu svého syna. Ten při předání upozorní Slayera, že čas lidstva už dávno nadešel.
VEGA nasměruje Slayera do citadely na Arktidě, kde by se měl nacházet Deag Ranak. Ten sestavil ďábelského Doom Huntera (Lovec Dooma), démona, který byl stvořen za jediným účelem – zničit Doom Slayera. To se mu ale nepovede, Slayerovi se ho podaří zničit a zabije i Ranaka. Khan Maykr teleportuje posledního žijícího kněze, Deag Grava, na neznámé místo a ještě navýší invazi démonů na Zemi.
Slayer je přinucen změnit taktiku, musí zničit obrovské démoní hnízdo (Super Gore Nest) ve střední Evropě, kde celá invaze začala. Po zničení hnízda VEGA navrhne, že nejlepší by bylo najít doktora Haydena, který by mohl vědět Gravovu lokaci. Slayer vtrhne do základny ARC, sebere zbytky šasí Haydenova androidího těla a odtáhne ho k sobě na loď. Tam jeho mysl připojí do systému lodě a odhalí, že Deag Grav se ukrývá v Sentinel Prime (svět obývaný Sentinely, kde mají svou posvátnou arénu), do které se může dostat pouze ze starodávného města Hebeth ukrytém v jádře Marsu, kam však nevede žádná cesta.
Slayer ale cestu přece jen najde, odcestuje na měsíc Phobos, kde pomocí obří zbraně BFG 10000 vystřelí do Marsu díru, která sahá až k jádru a Hebethu. Odcestuje do Hebethu, kde najde portál do Sentinel Prime. Zde hráč zjišťuje, že Doom Eternal navazuje na Doom 64, přičemž sám Doom Slayer je nám známý bezejmenný mariňák (Doomguy), jehož Sentinelové nalezli ve vražedném běsnění v pekle a přijali jej mezi sebe. Zde Doom Slayer zabije i posledního kněžího, kvůli čemuž je navždy vyhoštěn Sentinely.
Po návratu na svoji domovskou loď jí Khan Maykr uzavře a zaplní ji démony, aby zastavila Slayera od dalšího ničení jejího plánu – oživení světpožírajícího démoního titána zvaného Icon of Sin (stvořeného ze srdce Betrayerova syna), aby pozřel veškeré lidstvo. Slayer se přepadení ubrání a následně odcestuje do světa Argent DʼNur (domovský svět Sentinelů, nyní ovšem dobytý démony), kde získá svou vlastní The Crucible, energetickou čepel nezměrné síly schopné zabít titány.
Díky flashbackům je odhaleno, že kdysi během bitvy o Argent DʼNur jeden z Maykrů, zběhlý Seraphim, dal Doomguyovi nadlidské schopnosti a stvořil tak polobožského Doom Slayera. Po získání Crucible je dále odhaleno, že se Khan Maykr spojila s peklem pro produkci Argent energie, která je vytvářena obětováním duše smrtelníka. Za to, že peklu umožňuje dobývat světy (včetně Země), Maykrové získávají část vyprodukované Argent energie nutné pro jejich přežití.
Hayden následně Doom Slayera nasměruje do pekelné citadely Nekravolu, aby našel portál vedoucí na Urdak, domovskou dimenzi Khan Maykr. V Nekravolu je svědkem procesu, kdy je ze smrtelníka extrahována jeho duše, přetvořena v čistou Argent energii a mrtvé tělo přeměněno v zombie-démona. Jedná se o spojení technologie Maykrů a Sentinelů. Po probití se skrz Nekravol vstupuje Doom Slayer do Urdaku.
V Urdaku nalézá Khan Maykr a zastaví rituál probuzení Icon of Sin pomocí zbraně, kterou mu předal Betrayer. Ozvobozen od Maykr, Icon of Sin se probouzí z nečinného stavu a přemístí se na Zemi. Zničí se ale interdimenzionální portály, démoni zradí Khan Maykr a napadnou Urdak. V bitvě Slayer zabije Khan Maykr a odcestuje na Zemi pro finální konfrontaci s Icon of Sin. V obrovské bitvě Slayer zabije Icon of Sin bodnutím do hlavy Cruciblem a tím ukončí invazi démonů na Zemi.

### The Ancient Gods –⁠ Part One
The Ancient Gods –⁠ Part One navazuje na události základní hry. I přesto, že Doom Slayer úspěšně porazil Icon of Sin a zastavil pekelnou invazi na Zemi, vítězství nepřišlo bez oběti. Smrt Khan Maykr a pekelné dobytí Urdaku umožnilo démonům ovládnout všechny dimenze a znovu zahájit invazi na Zemi. Aby tomu Slayer zabránil, s pomocí Haydena a vědců ARCu se vydá na misi nalézt a osvobodit Seraphima, zběhlého Maykra. Odcestuje do UAC Atlantica Facility, kde se nachází komora se Seraphim. Nahraje Haydenovo vědomí do komory a vychází najevo, že Hayden byl kdysi dávno Seraphimem, jsou jedna a ta samá bytost.
Seraphim zaúkoluje Slayera, aby získal Fatherʼs Life Sphere z Blood Swamps of Hell, nacházejících se v Ingmoreʼs Sanctum. Jedině s tímto artefaktem může Seraphim znovu nabýt plné fyzické podoby. Jakmile se Slayer probije skrz pekelné bažiny a projde skrz Trial of Maligog, nalézá artefakt. Leč raději se jej rozhodne zničit a místo něj uzme Dark Lordʼs Life Sphere s úmyslem vzkřísit Pána temnot a následně jej zabít, což zároveň zabije všechny démony mimo peklo.
Slayer se vrátí na Urdak, zamořený démonickou invazí, a dostane se do Luminaria, kde lze aktivovat artefakt. Je zde však napaden Seraphimem, zuboženým a zdegenerovaným. Ještě než Slayer stihne zasadit poslední ránu, je teleportován pryč entitou známou jako Father (česky Otec), který jej varuje, že vzkříšení Pána temnot do fyzické podoby je nezvratné. I přesto Slayer varování ignoruje a Pána temnot vyvolá – jak vyjde najevo, jedná se o pekelnou verzi samotného Slayera.

### The Ancient Gods –⁠ Part Two
Příběh pokračuje v The Ancient Gods – Part Two. Pán temnot nabyl fyzické podoby a Doom Slayer se jej pokusí zabít, leč selže, jelikož v Luminariu nesmí být prolita krev. Pán temnot poté Slayerovi řekne, že na něj bude čekat v hlavním městě pekla, v Immoře, na jejich poslední souboj.
Aby se Slayer dostal do Immory, musí aktivovat Gate of Divum, jediný portál, který je schopný pekelného města dosáhnout. Na popud Fathera se Slayer vydá do Argent DʼNur s úmyslem získat Wraith Crystal, jenž je nezbytný pro aktivaci portálu. V Argent DʼNur zamíří do World Spear, obrovské mimozemské lodi, která se zde před dávnými časy zřítila a propíchla planetu naskrz. Cestou se setká s Betrayerem, který po smrti Icon of Sin převzal své bývalé jméno, Valen. Věnuje Slayerovi Sentinelské kladivo, energetickou zbraň podobnou Cruciblu. Slayer následně rozdmýchá signální Torch of Kings, aby shromáždil zbývající Sentinely, a vstoupí do World Spear, kde nalézá potřebný krystal.
Díky krystalu Slayer aktivuje Gate of Divum a dostává se do Immory. Pekelné město je však chráněno masivní zdí a armádou démonů. Leč díky pomoci spojeneckého vojska Sentinelů, vedeného Valenem, se Slayer dostává do města a následuje Pána temnot do dalšího portálu, který je přemístí do arény. Zde se obě mocné bytosti konečně utkají.
Pán temnot v průběhu boje odhalí, že kdysi býval původním a jediným pravým Bohem, a že Jekkad (později známo jako peklo) byla vůbec první existující dimenze. Leč Maykrové jej zradili, ukradli mu jeho moc a přepsali historii k obrazu svému, že jediný pravý Bůh byl odjakživa Father. To Pána temnot samozřejmě rozzuřilo, pročež přesvědčil Samura Maykra (známého též jako Seraphim), aby Doomguyovi daroval nadlidské schopnosti a stvořil tak Doom Slayera, prostředek jeho pomsty a mocnou zbraň proti Maykrům a Fatherovi. Doom Slayer nakonec Temného pána zabije. Díky tomu všichni démoni mimo peklo okamžitě umírají, čímž je Země zachráněna. Ovšem Doom Slayer je sám jeden z výtvorů Temného pána, pročež upadá do bezvědomí. Vzápětí je Maykry zapečetěn v kamenném sarkofágu tak jako kdysi démony.

## Přijetí
| Agregátor  | Skóre                               |
| ---------- | ----------------------------------- |
| Metacritic | PC: 88/100 PS4: 87/100 XONE: 88/100 |

| Udělil        | Skóre |
| ------------- | ----- |
| GameSpot      | 8/10  |
| IGN           | 9/10  |
| PC Games (DE) | 9/10  |

### Kritika
Doom Eternal byl velmi chválený, kritici vyzdvihovali kampaň, grafiku, level design, souboje, soundtrack a další zlepšení oproti předchozímu dílu, někteří hře vyčítali zvýšené zaměření hry na děj.

### Prodeje
V den vydání zaznamenal Eternal na platformě Steam 100 000 hráčů v jeden okamžik, což je více než dvojnásobek oproti předchozímu dílu, během prvního víkendu zaznamenal dvakrát vyšší prodej oproti Doomu 2016. Ve Spojeném království byl Eternal druhou nejprodávanější hrou po Animal Crossing: New Horizons.